# Orquestra cromofônica
A orquestra cromofônica (do inglês Chromophonic Orchestra) é um grupo instrumental de concerto do movimento musicalismo (em frânces peintres-musicalistes), idealizado pelo pintor suiço Charles Blanc-Gatti em 1933, para demonstrar visualmente a relação da música com a pintura (cores quentes, sons graves; cores frias, sons agudos) através de movimentos de efeitos luminosos sincronizados com as movimentações sonoras, baseado nas ideias de Castel (1688-757) e do compositor russo Alexander Scriabin (1872-1915). É considerada a primeira experiencia do tipo.
Baseado nesta Gatti produziu uma das primeiras animações musicais Chronophonie.

## Musicalismo
Outros artistas que estabeleceram analogias entre a pintura com a música, tais como: Michael Matyushin (1861-1934), Mikalojus Konstantinas Ciurlionis (1875-1911), Marsden Hartley (1877- 1943), Pamela Colman Smith (1878-1951), Arthur Dove (1880-1946), Henri Valensi (1883-1960), Morgan Russel (1886-1953), Xul Solar (1887-1963), Vladimir Baranov-Rossine (1888-1944), Gustave Bourgogne (1888-1968), Stanton Macdonald-Wright (1890-1973), Carol Steen (1943-).
Em 1938, Blanc-Gatti fundou um estúdio de animação na cidade suíça de Lausanne, onde realizou a animação musical Chronophonie, baseado na orquestra cromofônica e no musicalismo.